# 唐県
唐県（とう-けん）は中華人民共和国河北省保定市に位置する県。

## 歴史
漢朝により設置された。南北朝時代の北斉により廃止されたが、596年（開皇16年）に隋朝により再び設置された。909年（開平3年）に後梁により中山県と改称、後唐により唐県、後晋により博陵県、後漢により唐県と改称され現在に至る。

## 行政区画
- 鎮:仁厚鎮、王京鎮、高昌鎮、北羅鎮、白合鎮、軍城鎮、川里鎮、長古城鎮、羅荘鎮、北店頭鎮、斉家佐鎮
- 郷:都亭郷、南店頭郷、雹水郷、大洋郷、迷城郷、羊角郷、石門郷、黄石口郷、倒馬関郷